# Marco Sanudo
Marco Sanudo (1153 (?) - entre 1220 e 1230, possivelmente 1227) foi o fundador e primeiro duque do ducado de Naxos, no seguimento da Quarta cruzada.
Sobrinho do Doge de Veneza Enrico Dandolo, participou na Quarta Cruzada de 1204 e na negociação para a compra de Creta por Veneza a Bonifácio de Montferrat. Fundou o ducado de Naxos entre 1205 e 1207 ou pouco depois de 1213-1214, conforme as versões, e ali mandou construir uma nova capital à volta da sua fortaleza, o castro. Vassalo do imperador latino Henrique de Hainaut por volta de 1210 ou 1216, combateu o Império de Niceia ao seu lado. Continuou no entanto a servir Veneza, como na expedição à Creta de 1211.
Sob o seu governo, o ducado de Naxos funcionou de forma mista sob os métodos bizantinos e ocidentais.

## Família e juventude

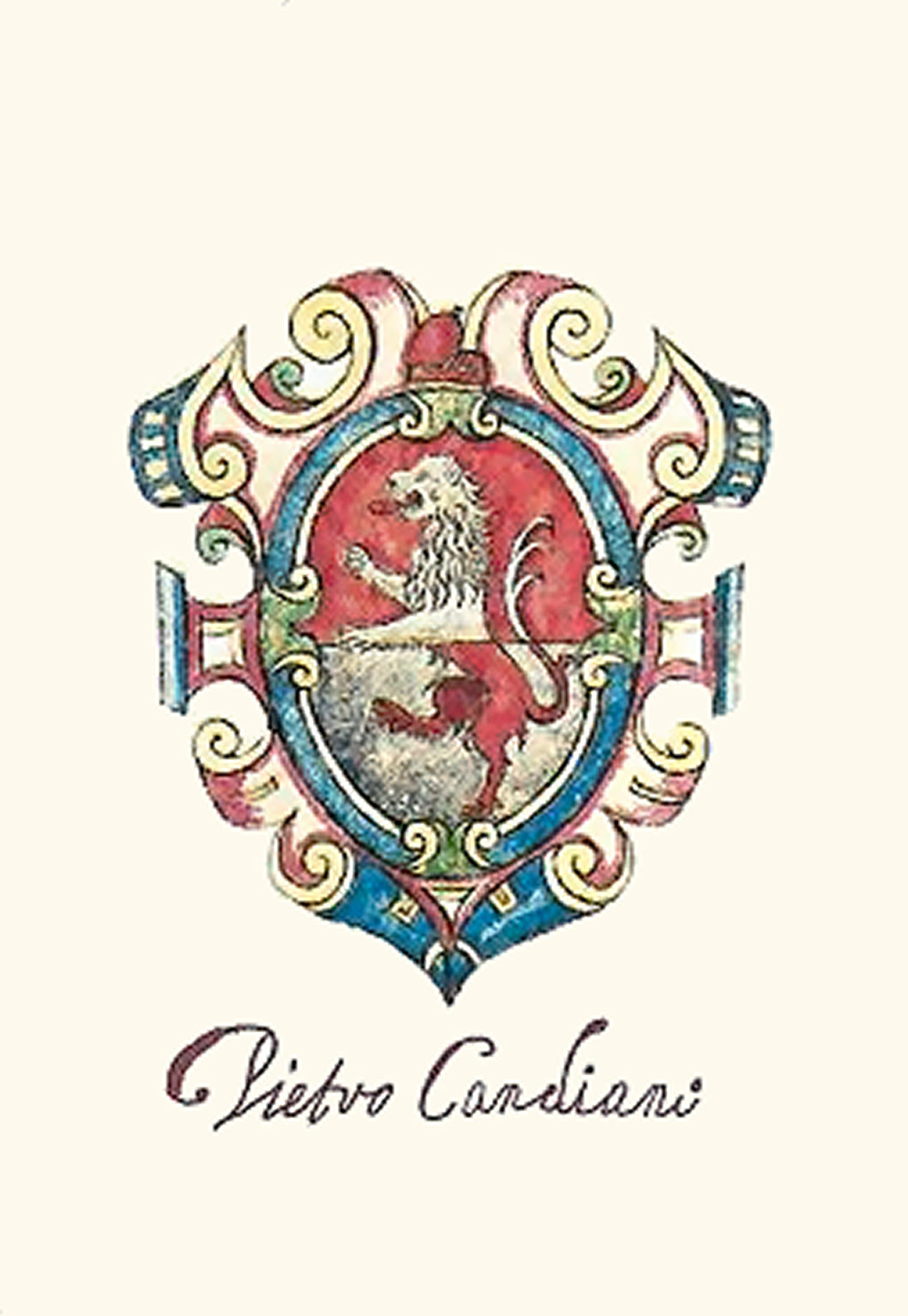
Armas de Pietro I Candiano.